# サトウキビジュース

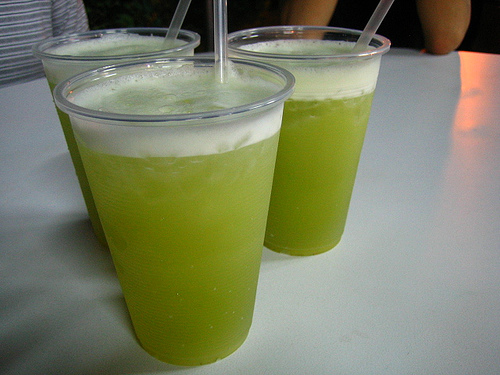
サトウキビジュース

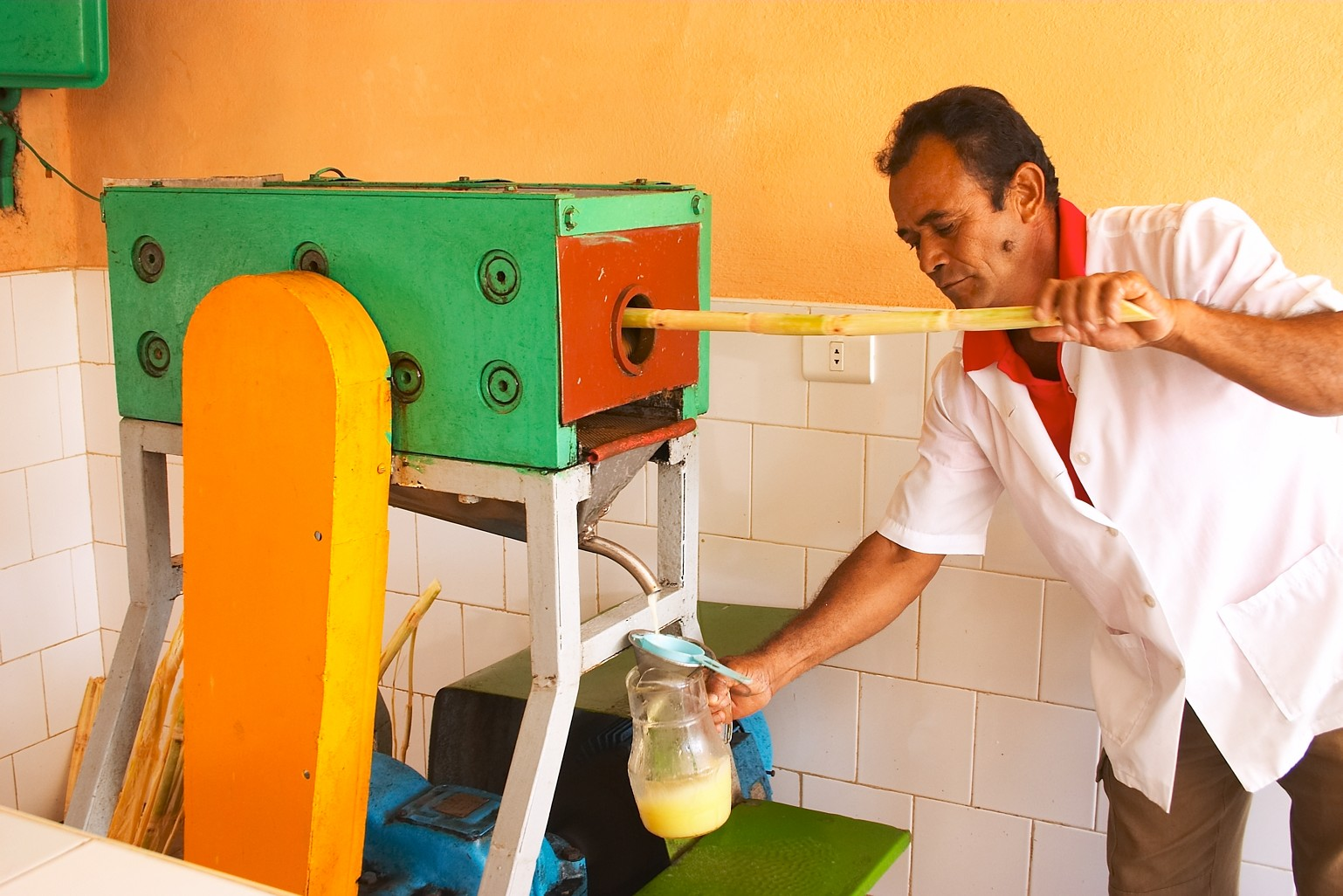
サトウキビを砕いてジュースにする機械

サトウキビジュース(Sugarcane juice)は、サトウキビを絞って抽出したジュースである。東南アジア、インド亜大陸、エジプト等の北アフリカ、南アメリカ等、サトウキビを商業栽培している地域を中心に、多くの場所で飲料として飲まれている。皮を剥いたサトウキビをミルで挽いたものから作られ、ラム酒の原料の1つになる。
アメリカ合衆国では、ここから加工したサトウキビシロップが食品産業において甘味料として用いられている。アメリカ食品医薬品局は「ジュース」は果物や野菜由来の液体と定義しているため、"evaporated cane juice"という言葉は誤解を招くもので、"cane sugar"と呼ぶのが好ましいとしている。

## 健康上のリスク
レプトスピラ症等、いくつかの病気は、生のサトウキビによって伝染する可能性がある。ブラジルでは、サトウキビを適切に洗浄しなかった場合、病原体のクルーズトリパノソーマに感染した昆虫が混入する可能性があるため、シャーガス病と関連付けて考えられている。
エジプトでは、マイコトキシン、アフラトキシンB1、フモニシンB1の汚染による健康上のリスクが生じる可能性がある。

## 国

### ブラジル
現地ではcaldo de canaまたはgarapaとして知られるサトウキビジュースは、一般的に露天商により販売されている。インドの露天商と同様に、機械でサトウキビを絞ってジュースを抽出する。レモンジュースやパイナップルジュースと一緒に提供することもある。

### エジプト
エジプトではasabとして知られ、国中のジュース店で販売される。エジプトで最大のジュース店は、ギザのw:Saft El Labanである。エジプトでは、レモンと混ぜることもあり、また放置して発酵させてから飲むこともある。上エジプト、特にミニヤー産のサトウキビから作るasabが最も評価が高い。

### インド
インド中の露天商で販売されている。露天商では、機械でサトウキビを絞りジュースを抽出する。通常、少量のライムやショウガのジュースを添えて提供される。特に夏場には、暑さをリフレッシュできる飲料として非常に人気がある。
アメリカ南部にサトウキビが導入される前から、サトウキビは東南アジアやインドで何世紀にも渡って栽培されており、ジュースを粗糖の生産に用いていた。1751年にイエズス会の司祭が現在のニューオーリンズの都心部でサトウキビ栽培を始めた時、コストの高さ、信頼性の低さ、収益の低さ、砂糖の製造効率の悪さという課題に直面した。しかし、1790年代までに、実業家のエティエンヌ・デ・ブールは、熟練の砂糖製造者であるサントドミンゴ出身のアントワーヌ・モーリンとともに、サトウキビジュースからグラニュー糖を精製する方法を開発し、収益性を確立した。

### インドネシア

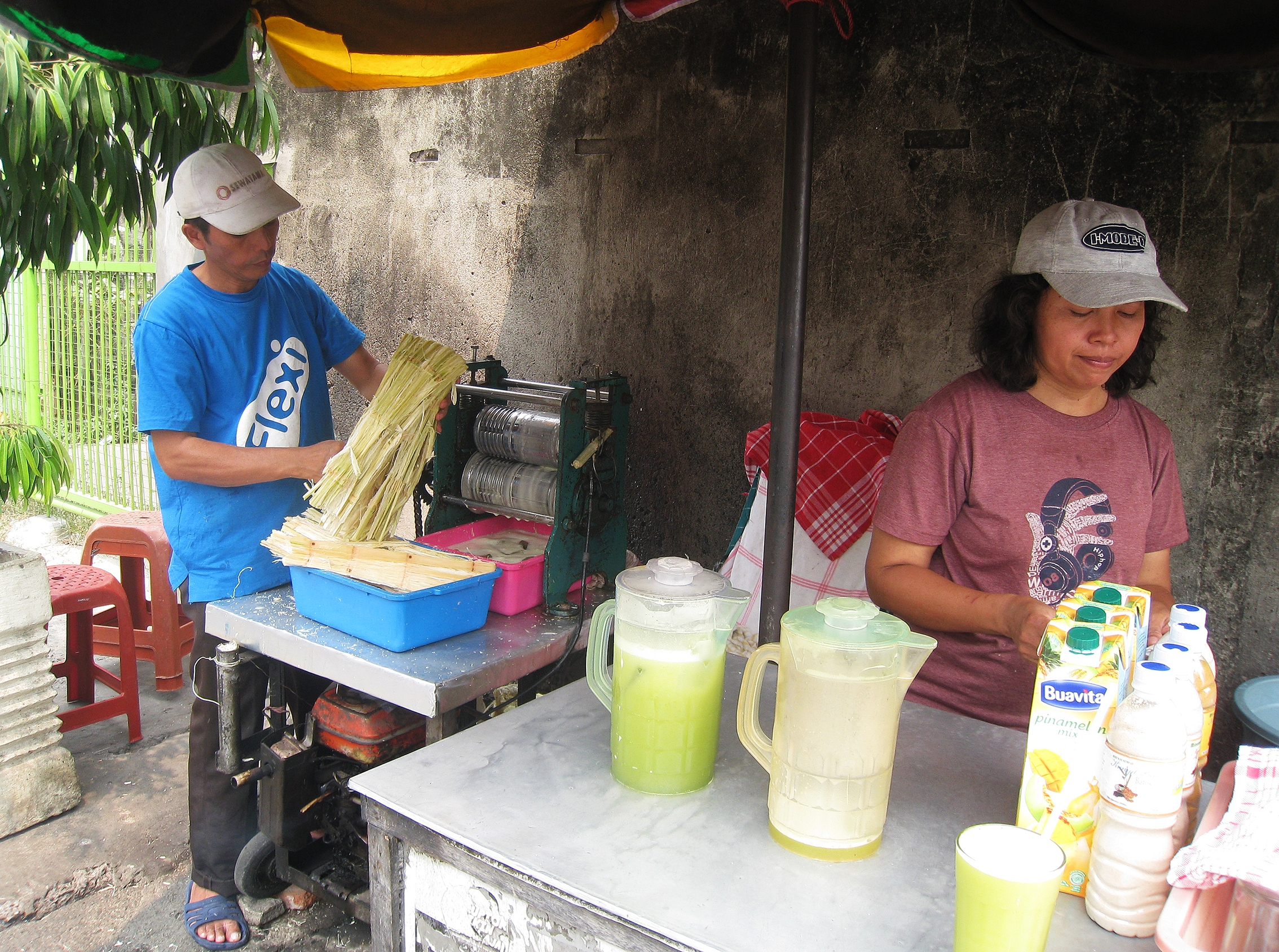
ジャカルタの路上で販売される冷やしたサトウキビジュース(Es air tebu)

インドネシアではminuman sari tebuと呼ばれ、特に冷やしたものはes tebuと呼ばれる。伝統的に路上で販売される飲料の1つである。サトウキビは、古代からジャワ島で栽培され、最古の記録である古マタラム王国時代の9世紀の碑文には、サトウキビジュースと翻訳されるNalaka Rasaという甘い飲料についての記載がある。
ジュースは、人力またはガソリンエンジンか電気で動く圧搾機を使って抽出される。通常、角氷を入れて冷やして提供される。伝統的に、国中で、露天商により路上の露店で販売される。最近では、モールやショッピングセンターのフードコートで、より清潔な状態でも販売される。

### マダガスカル
マダガスカル東部地域では、サトウキビジュースを発酵させ、betsa-betsaと呼ばれる安価な酒が造られる。ビールよりも安価なため、地元で人気がある。

### ミャンマー

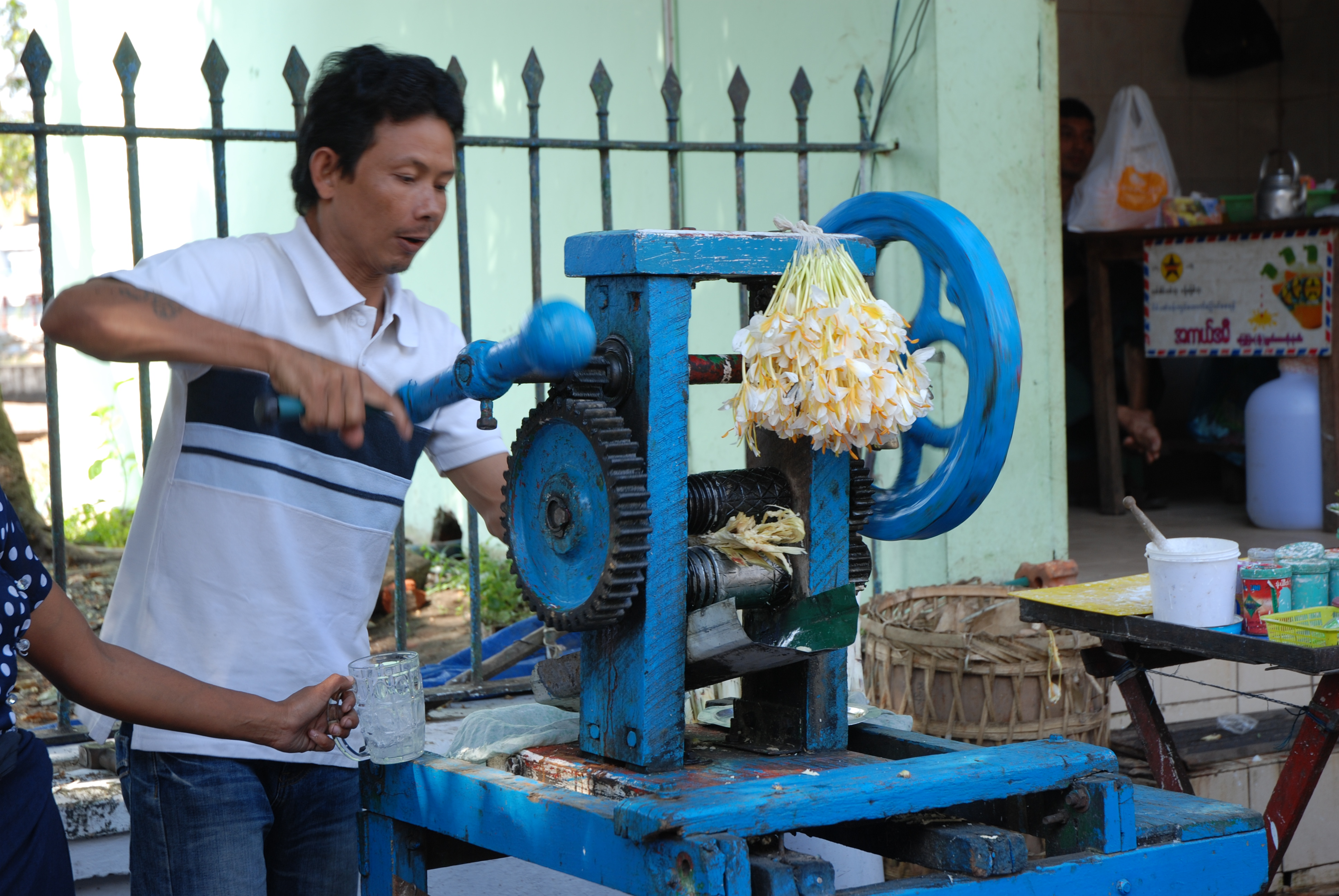
ヤンゴンで露天商が作るサトウキビジュース

ミャンマーではkyan yeとして知られ、国中で手に入る。夏季に作られ、ライム、ナツメ、オレンジ等と混ぜることもある。

### パキスタン
2019年、パキスタン政府は、サトウキビジュースを「国の飲み物」と宣言した。

### アメリカ合衆国
アメリカ合衆国では、消費者が果物や野菜のジュースと誤認する恐れがあることから、成分として、ラベルへ"evaporated cane juice"と記載することは制限され、代わりに"cane sugar"と記載することが推奨されている。

### ベトナム

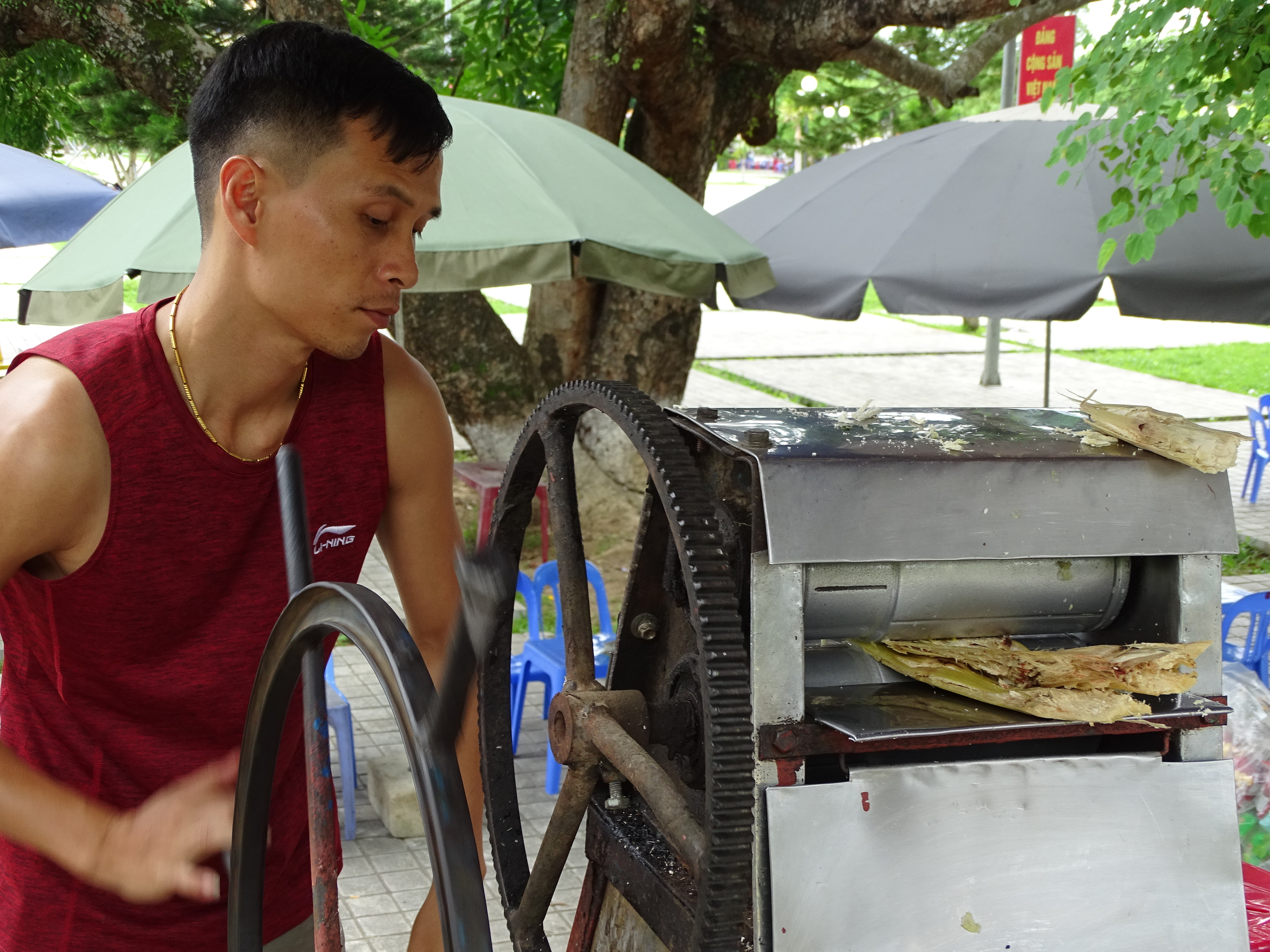
ディエンビエン省でサトウキビを絞る露天商

nước míaまたはmía đáとして知られるサトウキビジュースは、ベトナムでは一般的な飲料である。甘さのバランスをとるために、キンカンやチャンムオイ等のジュースを加えることがある。ビニール袋に入れて露店で販売されてきたが、現在では、氷を入れた使い捨てのプラスチックカップや瓶にいれて販売される。